# Ludwig Friedrich Hüttenschmid
Ludwig Friedrich Hüttenschmid (* 24. September 1777 in Bergheim bei Stuttgart; † 21. April 1828) war ein württembergischer Verwaltungsbeamter.

## Leben
Der Sohn eines Obervogts machte eine Ausbildung zum Schreiber und legte das Substitutsexamen ab. 1799 wurde er erster Gerichtsaktuar beim Obergericht Tübingen, 1803 Assistent beim Oberamt Göppingen, 1806 Oberamtsverweser ebenda, im gleichen Jahr Kellerei- und Oberamtsverweser beim Oberamt Nagold, 1807 Oberamtmann des Oberamts Ellwangen. 1808 wurde er suspendiert. 1809 wurde ihm das Oberamt Böblingen übertragen. 1811 wurde er Oberamtmann des Oberamts Neuenbürg. Wegen Dienstvergehen wurde er 1819 vorzeitig in den Ruhestand versetzt. Nach 1825 amtierte er als Kanzleisekretär bei der Regierung des Jagstkreises in Ellwangen.